# Зельдович, Александр Григорьевич
Алекса́ндр Григо́рьевич Зельдо́вич (1915—1987) — советский учёный в области физики низких температур и криогенной техники, лауреат Ленинской премии.

## Биография
Родился 19 октября 1915 года в Москве в семье экономиста.
С 1932 года после обучения в фабрично-заводском училище работал аппаратчиком синтеза аммиака на Бобрикстрое (позднее — Новомосковский химкомбинат).
Окончил Московский химико-технологический институт им. Д. И. Менделеева (1936), защитил диплом по вопросам глубокого охлаждения.
Некоторое время работал в цехе турбодетандерных установок 1-го Автогенного завода. В 1939–1941 гг. инженер-исследователь Московского завода кислородного машиностроения. Затем перешёл на работу в Институт физических проблем АН СССР.
Во время войны принимал участие в создании установок для получения жидкого кислорода. Уже в 1943—1945 гг. осуществлены пуски промышленных кислородных установок ТК-200, ТК-2000 с производительностью 200 и 2000 л/ч жидкого кислорода.
С 1946 г. работал над технологией промышленного получения дейтерия. Впервые в мире осуществил промышленное выделение дейтерия методом низкотемпературной ректификации жидкого водорода.
С начала 1950-х годов участвовал в работах по созданию водородных и гелиевых ожижителей, необходимых для исследований по физике низких температур.
С 1957 г. работал в Дубне в Лаборатории высоких энергий ОИЯИ: начальник криогенного отдела (1957–1983), начальник сектора (1983–1987).
Под его руководством разработаны водородные и гелиевые ожижители высокой производительности, жидководородные пузырьковые камеры, водородные, дейтериевые и гелиевые мишени.
Автор работ по сверхпроводимости.
Доктор технических наук (1955), профессор.
Умер 10 сентября 1987 г. на 72-м году жизни.
Двоюродный брат Я. Б. Зельдовича.

## Награды
- Сталинская премия второй степени (1953) — за разработку и промышленное освоение методов выделения и переработки трития[1][2].
- Ленинская премия (1960) — за разработку химических технологий производства жидких водорода и дейтерия высокой чистоты.
- Заслуженный изобретатель РСФСР.

Награждён орденами «Знак Почёта» (1943), Красной Звезды (1945), двумя  орденами Трудового Красного Знамени (1954, 1971).